# Rajd Tofas 2001
Rajd Tofaş 2001 (30. Tofaş Rally Turkey) – 30. edycja rajdu samochodowego Rajdu Tofaş rozgrywanego w Turcji. Rozgrywany był od 4 do 6 maja 2001 roku. Była to dwunasta runda Rajdowych Mistrzostw Europy w roku 2001 (rajd miał najwyższy współczynnik – 20) oraz pierwsza runda Rajdowych Mistrzostw Turcji.

## Klasyfikacja rajdu
| Miejsce                      | Kierowca                     | Pilot                        | Samochód                     | Czas                         | Strata                       |                              |
| Klasyfikacja generalna i ERC | Klasyfikacja generalna i ERC | Klasyfikacja generalna i ERC | Klasyfikacja generalna i ERC | Klasyfikacja generalna i ERC | Klasyfikacja generalna i ERC | Klasyfikacja generalna i ERC |
| ---------------------------- | ---------------------------- | ---------------------------- | ---------------------------- | ---------------------------- | ---------------------------- | ---------------------------- |
| 1.                           | Armin Kremer                 | Fred Berssen                 | Toyota Corolla WRC           | 3:15:45.3                    | 0.0                          |                              |
| 2.                           | Serkan Yazici                | Erkan Bodur                  | Toyota Corolla WRC           | 3:18:11.1                    | +2:25.8                      |                              |
| 3.                           | Aleksandr Potapov            | Alexey Pushkin               | Subaru Impreza WRC S5 '99    | 3:20:39.7                    | +4:54.4                      |                              |
| 4.                           | Ercan Kazaz                  | Cem Bakançocukları           | Subaru Impreza WRC S5 '98    | 3:25:57.4                    | +10:12.1                     |                              |
| 5.                           | Alexander Lesnikov           | Andrey Rusov                 | Subaru Impreza WRC S5 '99    | 3:29:40.6                    | +13:55.3                     |                              |
| 6.                           | Celal Gulerhan               | Mehmet Yazici                | Mitsubishi Lancer Evo VI     | 3:37:13.7                    | +21:28.4                     |                              |
| 7.                           | Ali Ersin                    | Ahmet Yoruk                  | Mitsubishi Lancer Evo VII    | 3:37:13.7                    | +21:28.4                     |                              |
| 8.                           | Nejat Avci                   | Ozden Yilmaz                 | Citroën Saxo Kit Car         | 3:37:19.8                    | +21:34.5                     |                              |
| 9.                           | Ali Deveci                   | Kaan Özsenler                | Fiat Punto Kit Car           | 3:37:31.7                    | +21:46.4                     |                              |
| 10.                          | Cengiz Yildiz                | Cavit Önen                   | Mitsubishi Lancer Evo VI     | 3:42:13.3                    | +26:28.0                     |                              |
| Mistrzostwa Turcji           |                              |                              |                              |                              |                              |                              |
| 1.                           | Serkan Yazici                | Erkan Bodur                  | Toyota Corolla WRC           | 3:18:11.1                    | 0.00                         |                              |
| 2.                           | Ercan Kazaz                  | Cem Bakançocukları           | Subaru Impreza WRC S5 '98    | 3:25:57.4                    | +7:46.3                      |                              |
| 3.                           | Celal Gulerhan               | Mehmet Yazici                | Mitsubishi Lancer Evo VI     | 3:37:13.7                    | +19:02.6                     |                              |
| 4.                           | Ali Ersin                    | Ahmet Yoruk                  | Mitsubishi Lancer Evo VII    | 3:37:13.7                    | +19:02.6                     |                              |
| 5.                           | Nejat Avci                   | Ozden Yilmaz                 | Citroën Saxo Kit Car         | 3:37:19.8                    | +19:08.7                     |                              |
| 6.                           | Ali Deveci                   | Kaan Özsenler                | Fiat Punto Kit Car           | 3:37:31.7                    | +19:20.6                     |                              |
| 7.                           | Cengiz Yildiz                | Cavit Önen                   | Mitsubishi Lancer Evo VI     | 3:42:13.3                    | +24:02.2                     |                              |